# Новые Аснашены
Новые Аснашены (рум. Hăsnășenii Noi, Хэснэшений Ной) — село в Дрокиевском районе Молдавии. Является административным центром коммуны Новые Аснашены, включающей также село Лазо.

## География
Село расположено на высоте 158 метров над уровнем моря.

## Население
По данным переписи населения 2004 года, в селе Новые Аснашены проживает 1194 человека (564 мужчины, 630 женщин).
Этнический состав села:
| Национальность | Число жителей | Процентный состав |
| -------------- | ------------- | ----------------- |
| молдаване      | 839           | 70.27             |
| украинцы       | 300           | 25.13             |
| русские        | 48            | 4.02              |
| поляки         | 1             | 0.08              |
| прочие         | 6             | 0.5               |
| Всего          | 1194          | 100%              |

## Известные уроженцы
- Глуховский, Николай (1905—1985) — молдавский советский учёный, медик-ветеринар, педагог.